# Бирючина блестящая
Бирючина блестящая (лат. Ligustrum lucidum) — небольшое вечнозелёное дерево, вид рода Бирючина (Ligustrum) семейства Маслиновые, произрастающий на юге Китая. Вид натурализован во многих местах, включая такие страны и территории как Испания, Италия, Алжир, Канарские острова, Новая Зеландия, Лесото, Южная Африка, Япония, Корея, Австралия, остров Норфолк, штат Чьяпас (Мексика), Центральная Америка, Аргентина и юг США (Калифорния, Аризона, Мэриленд и юго-восток от Техаса до Северной Каролины). Видовой эпитет lucidum — от латинского «яркий» или «блестящий», относящийся к листьям.

## Ботаническое описание

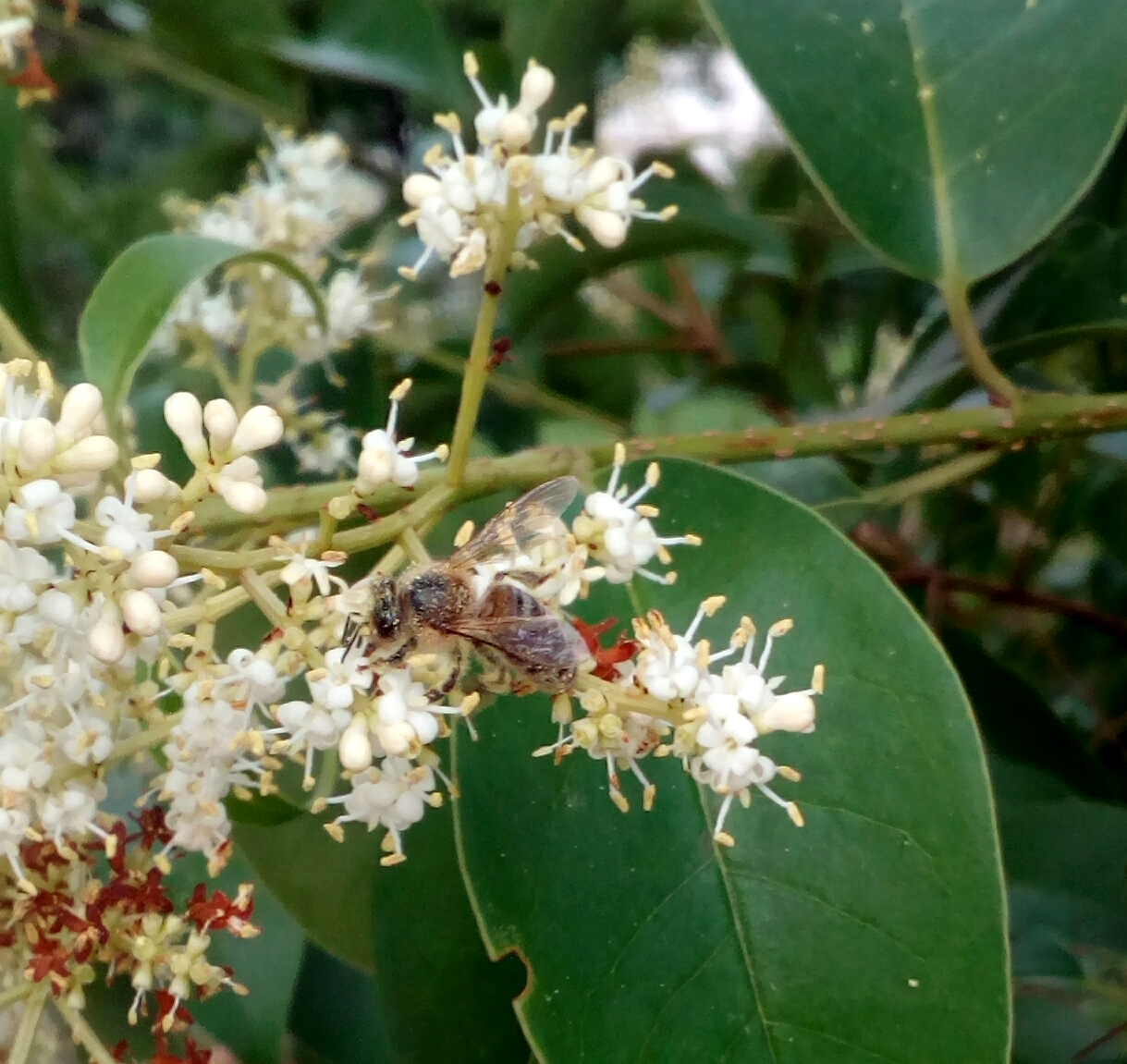
Цветки Ligustrum lucidum

Ligustrum lucidum — вечнозелёное дерево до 10 м в высоту и ширину. Листья блестящие, тёмно-зелёные, 6-17 см в длину и 3-8 см в ширину. Цветки белые или почти белые собраны в соцветия-метёлки и имеют сильный аромат, который некоторым людям может казаться неприятным.
Ligustrum lucidum и пестролистный (вариегатный) сорт Excelsum Superbum получили награду Королевского садоводческого общества за заслуги перед садом Award of Garden Merit.

## Использование
Ligustrum lucidum широко используют как декоративное дерево, иногда в его пестролистных вариантах. Это один из нескольких видов бирючины, используемых в качестве густых вечнозелёных изгородей, которые можно приучить к определённому размеру и форме путём регулярной обрезки.
Вид стал инвазивным видом в некоторых районах, где был натурализован, включая городские районы на юго-востоке США. Ligustrum lucidum классифицируется как ядовитый сорняк в Новом Южном Уэльсе (Австралия), и включён в Новой Зеландии в Национальное соглашение по борьбе с сорняковыми растениями.

### В традиционной китайской медицине
В традиционной китайской медицине семена L. lucidum известны как ну чжэнь цзы (семя/ягода женского целомудрия) и, как считается, питают печень и почки, инь и цзин при лечении звона в ушах, головокружения, преждевременного поседения волос и болезненности и слабости в пояснице и коленях. Из-за веры в способность ягод питать печень, они также используются для лечения глазных заболеваний, включая покраснение или сухость глаз, помутнение зрения и боль.

## Галерея

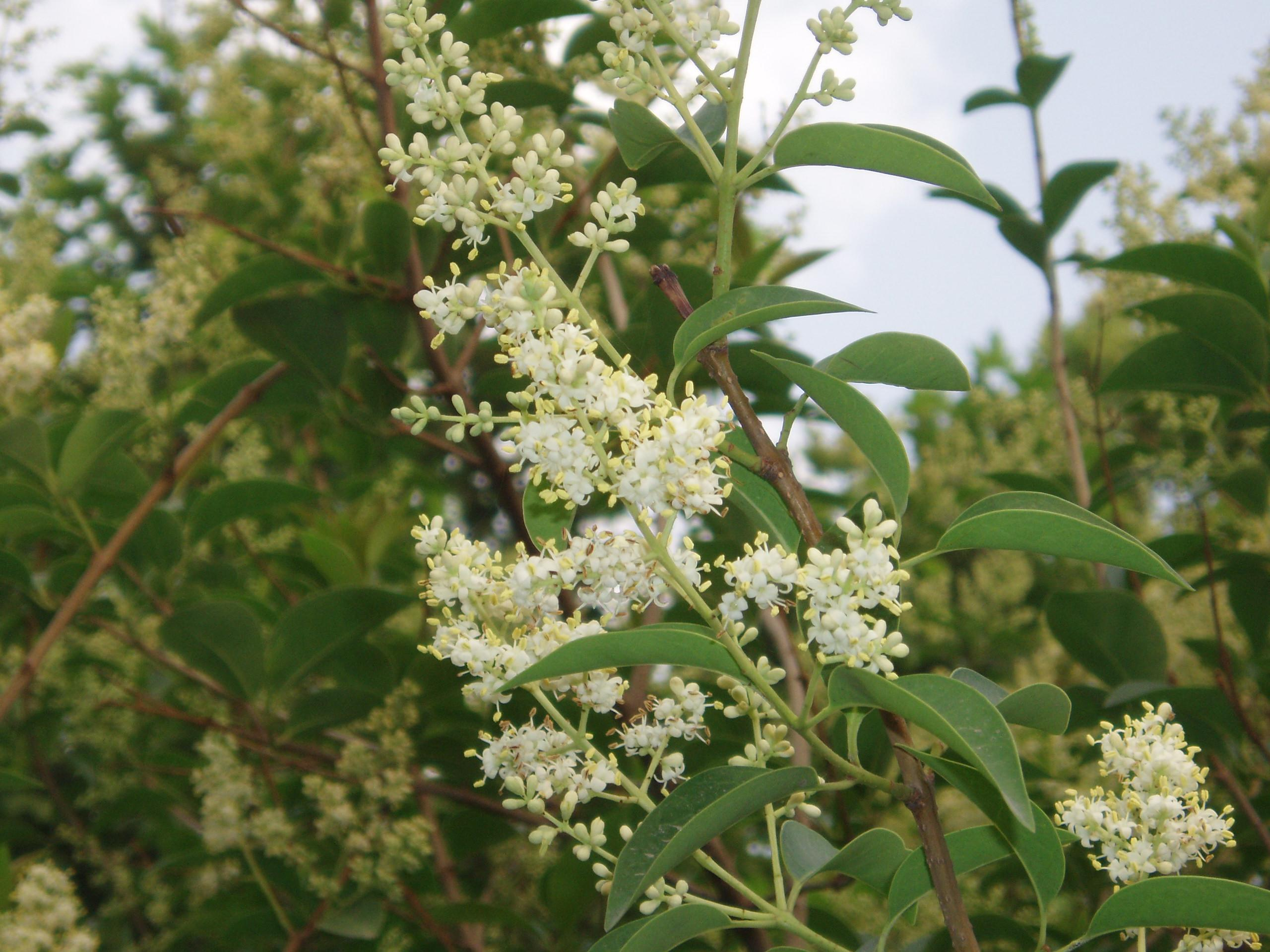
Цветы L. lucidum
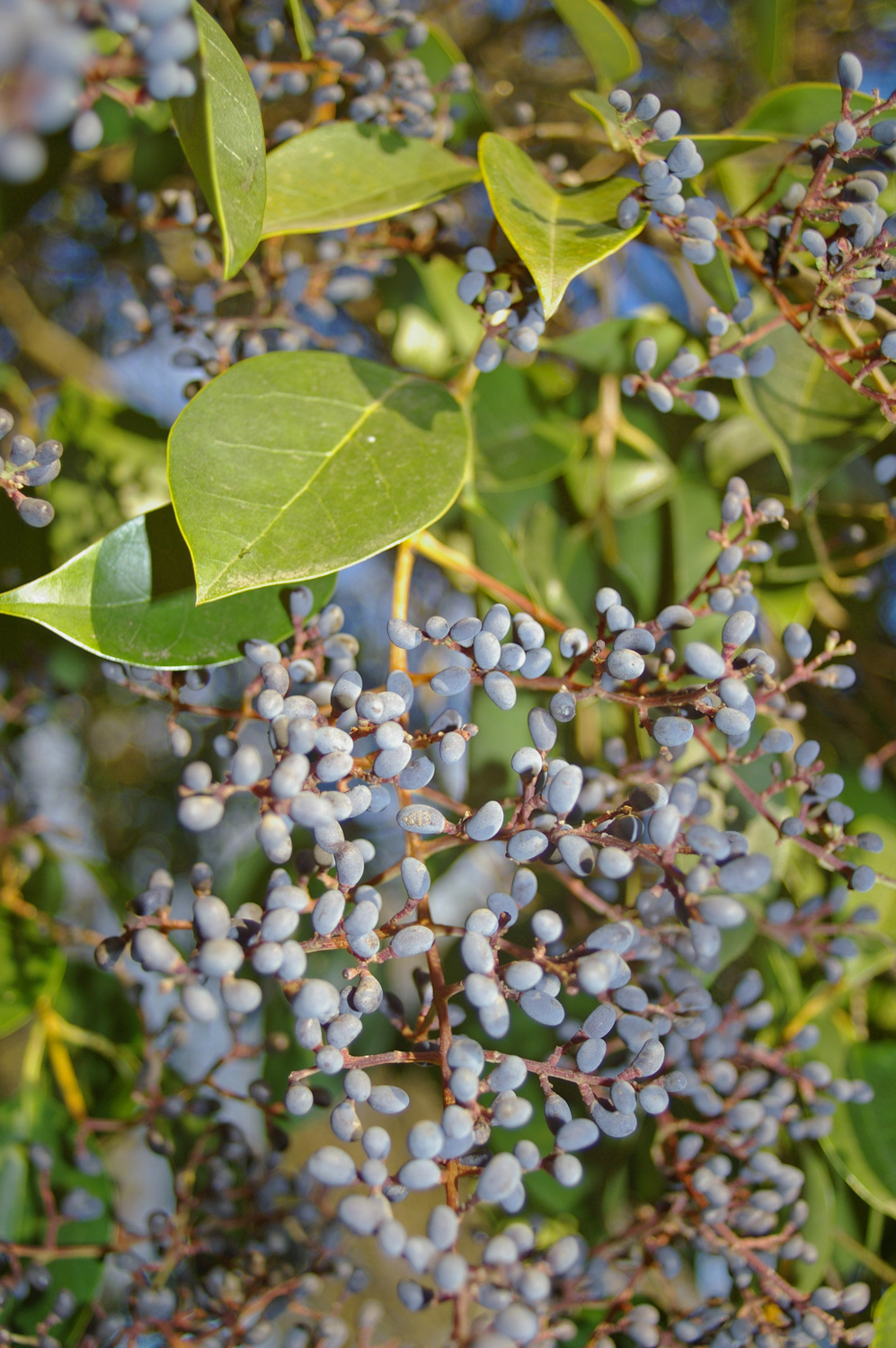
Ягоды
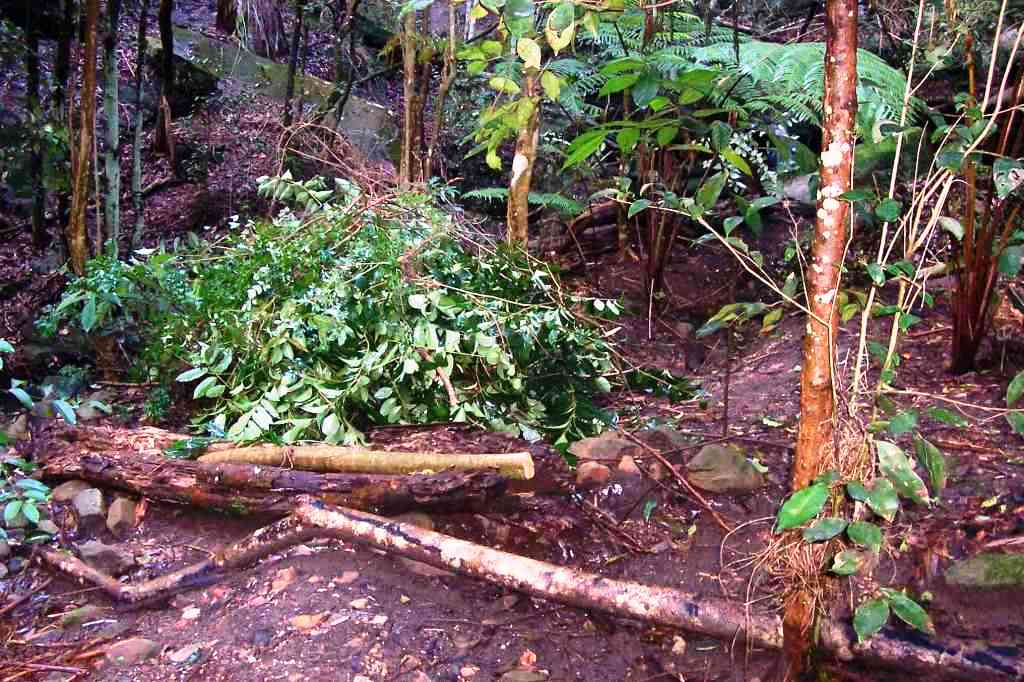
Борьба с Ligustrum lucidum как с сорняком в дождевых лесах Австралии